# Hampea thespesioides
Hampea thespesioides är en malvaväxtart som beskrevs av José Jéronimo Triana och Planch.. Hampea thespesioides ingår i släktet Hampea och familjen malvaväxter. Inga underarter finns listade i Catalogue of Life.